# Craniophora melanisans
Craniophora melanisans là một loài bướm đêm thuộc họ Noctuidae. Nó là loài đặc hữu của các ốc đảo của Ả Rập Xê Út, Oman và Israel.
Tiêu bản con lớn đã được ghi nhận vào tháng 8 ở Israel, tháng 5 ở Ả Rập Xê Út và tháng 10 ở Oman. Có thể có nhiều thế hệ mỗi năm.